# Carretera de Tarazona a Francia por Dancharinea
La Carretera Tarazona a Francia por Dancharinea o  N-121  es la vía que, junto con la N-121-C, une la localidad de Tarazona con Tudela.
La carretera es de titularidad pública, administrada por el Ministerio de Transportes, Movilidad y Agenda Urbana del Gobierno de España. Este es el único tramo de la N-121 primitiva que mantiene la denominación original, aunque su trazado actual no se corresponde con la nomenclatura. La vía parte del municipio de Tarazona, en la intersección con la  N-122  y finaliza en el límite provincial entre Zaragoza y Navarra, entre los municipios de Novallas y Monteagudo. A partir de este punto, el trazado continúa por territorio navarro con la denominación  N-121-C .

## Historia
En sus orígenes, la  N-121  cubría la ruta entre la localidad de Tarazona, en la provincia de Zaragoza, y la muga de Dancharinea con Francia, en Navarra. Es por ello que esta vía se ha denominado clásicamente Carretera de Tarazona a Francia por Dancharinea. La evolución de las infraestructuras viarias en el último siglo junto con el traspaso de competencias en materia de carreteras a Navarra ha provocado la fragmentación de esta vía fundamentalmente en cinco tramos, conservándose la nomenclatura original únicamente en dos de ellos. A continuación se enumeran, de norte a sur, los tramos con origen en la antigua N-121:
- N-121-B  Carretera Pamplona-Francia por Baztan (junto con  NA-8307 ).
- N-121-A  Carretera Pamplona-Behobia (junto con  NA-1210 ).
- N-121  Carretera Pamplona-Tudela (junto con  NA-134 ,  NA-8703  y  NA-8712 ).
- N-121-C  Carretera Tudela-Límite Provincial Zaragoza.
- N-121  Carretera Tarazona a Francia por Dancharinea.

## Recorrido
| Señal | Kilómetro | Dirección                                             | Carretera            |
| ----- | --------- | ----------------------------------------------------- | -------------------- |
|       | 0         | (dirección este-oeste) Borja, Zaragoza, Ágreda, Soria | N-122                |
|       | 0         | (dirección norte) Tudela, Pamplona                    | N-121                |
|       | 0         | Travesía de Tarazona                                  | Travesía de Tarazona |
|       | 1,8       | Travesía de Tórtoles                                  | Travesía de Tórtoles |
|       | 5,1       | Travesía de Novallas                                  | Travesía de Novallas |
|       | 6         | Malón                                                 | CV-006               |
|       | 7         | (dirección norte) Tudela, Pamplona                    | N-121-C              |
|       | 7         | (dirección sur) Tarazona                              | N-121                |